# Grammia citrinaria
Grammia citrinaria là một loài bướm đêm thuộc phân họ Arctiinae, họ Erebidae.